# Dundgovi
L'aïmag de Dundgovi (mongol bitchig : ᠳᠤᠮᠳᠠᠭᠣᠪᠢ
ᠠᠶᠢᠮᠠᠭ, mongol cyrillique : Дундговь аймаг, ISO 9 : Dundgovi aimag) est une des 21 provinces de Mongolie. Elle est située dans le centre-est du pays. Sa capitale est Mandalgovĭ.
La province de Dundgobi est située à 240 km environ de la capitale mongole, Oulan-Bator. Dominée par des plaines semi-arides, la province de Dundgobi connaît un climat continental avec des étés chauds (32 degrés celsius en moyenne) et des hivers froids (−30 °C).

## Subdivisions administratives

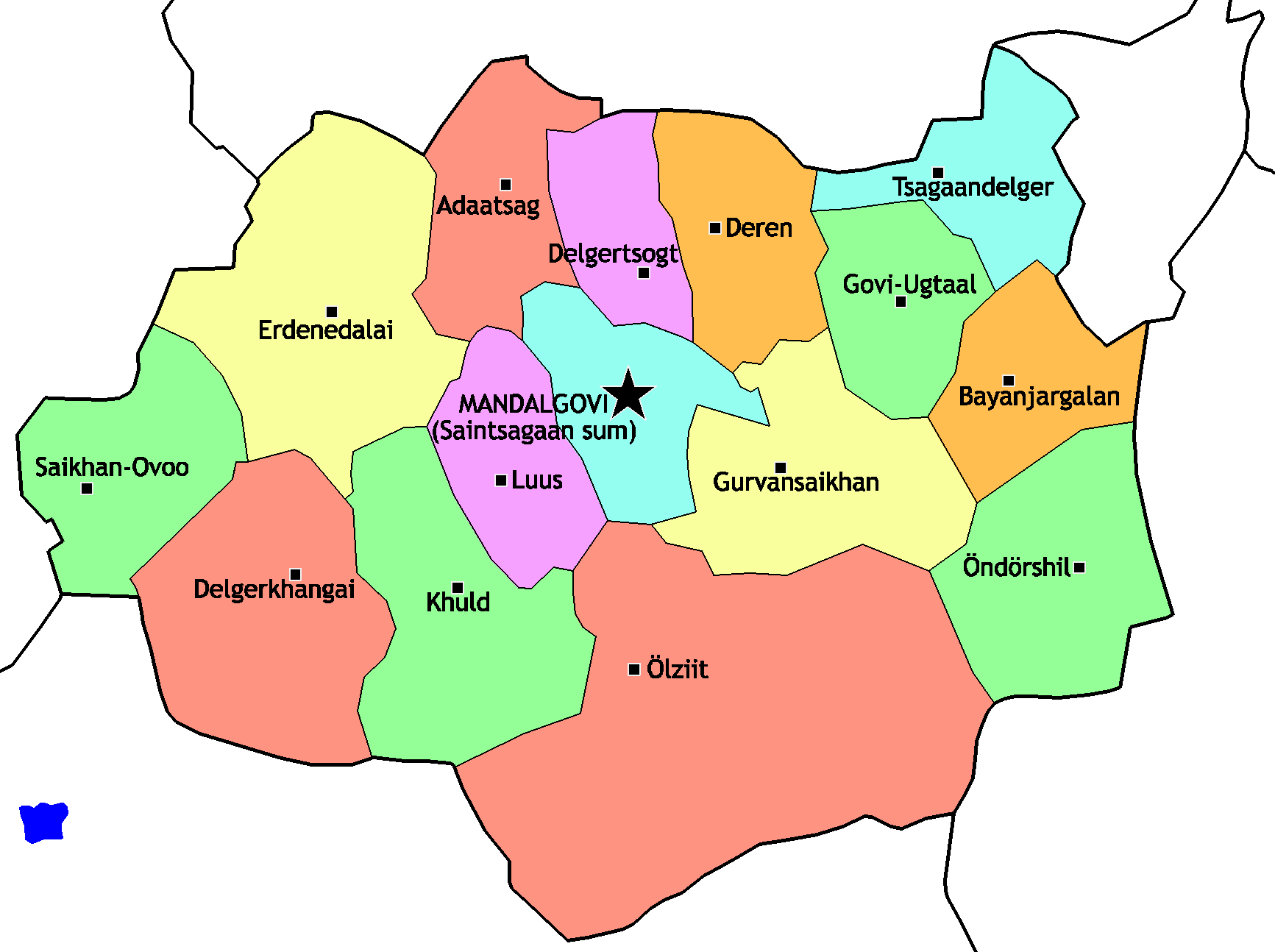
Carte administrative.

- Adaatsag
- Bayanjargalan
- Delgerhangay
- Delgertsogt
- Deren
- Erdenedalay
- Govĭ-Ugtaal
- Gurvansayhan
- Huld
- Luus
- Ölziyt
- Öndörshil
- Sayhan-Ovoo
- Sayntsagaan
- Tsagaandelger